# Autographa crypta
Autographa crypta là một loài bướm đêm trong họ Noctuidae.